# Hamburg International
Hamburg International er et flyselskab i Hamburg i Tyskland. Selskabet flyver charterfly fra Tyskland og Luxembourg til destinationer ved Middelhavet. Desuden har selskabet nogle ruteflydestinationer.
Hamburg International ejes af lokale investorer og har ca. 300 personer ansat.

## Flåde
Hamburg International
| Flytype         | Antal           |
| --------------- | --------------- |
| Airbus A319-100 | 10 (4 bestilte) |
| Airbus A320-200 | 1 (2 bestilte)  |
| Boeing 737-700  | 1               |